# Man's Best Friend
《Man's Best Friend》는 미국의 가수 사브리나 카펜터의 일곱 번째 정규 앨범으로, 2025년 8월 29일 아일랜드 레코드에서 발매될 예정이다. 앨범의 리드 싱글 〈Manchild〉는 아일랜드, 영국, 미국에서 1위를 기록했다. 카펜터는 이전 정규 앨범 《Short n' Sweet》(2024)도 공동 프로듀싱했던 잭 안토노프와 함께 이 곡을 프로듀싱했다.
《Man's Best Friend》의 표지는 논란과 큰 언론의 관심을 불러일으켰다. 일부는 이를 여성에게 해로운 방식으로 남성 시선을 끌도록 한 것이라 비판했으며, 다른 이들은 여성의 성적 행동에 대한 가부장적 기대에 도전하는 방식으로 보았다. 이후 카펜터는 "신께서 승인하신" 것이라고 표현한 대체 커버를 직접 소비자 판매 방식으로 공개했다.

## 배경
2024년, 카펜터는 여섯 번째 정규 앨범 《Short n' Sweet》로 상업적 돌파구를 마련해냈으며, 다양한 성과를 거두고 미국 《빌보드》 200 차트에서 처음으로 1위를 차지했다. 이 앨범은 2025년 그래미 어워드에서 여러 부문에 노미네이트되었고, ‘최우수 팝 보컬 앨범상’을 수상했다. 리드 싱글 〈Espresso〉 또한 ‘최우수 팝 솔로 퍼포먼스상’을 받았다.
2025년 6월 11일, 《Short n' Sweet》 발매 후 1년도 채 되지 않아 카펜터는 인스타그램 라이브 방송에서 도나 서머, 아바, 돌리 파튼의 레코드 더미를 뒤적이다가 자신의 앨범을 꺼내 보이는 방식으로 차기 앨범을 예고했다. 앨범 발표 하루 뒤, 카펜터는 《롤링 스톤》 2025년 7~8월호 표지 및 커버 스토리에 등장했으며, 《Short n' Sweet》를 마친 직후 시작된 이번 앨범의 ‘느리고 꾸준한’ 작곡 세션에 대해 밝혔다. 그녀는 돌리 파튼과 린다 론스태드 등 자신의 우상들이 보여준 꾸준한 발매 주기를 회상했다. 《Man's Best Friend》는 2025년 8월 29일 발매될 예정이다.

## 음반 표지
앨범 표지에는 카펜터가 검은색 미니드레스와 하이힐 차림으로 네 발로 엎드려 있는 포즈를 취하고 있으며, 프레임 밖으로 잘린 익명의 인물이 그녀의 머리카락을 잡고 있는 모습이 담겨 있다. 또 다른 홍보 사진에서는 목줄에 앨범 제목이 적힌 개가 등장한다. 해당 커버는 극명하게 엇갈린 반응을 불러일으켰고, 소셜 미디어에서 논란이 되었다. 일부 평론가들은 이를 여성에게 해로운 방식으로 ‘남성의 시선’에 호소하는 불쾌한 이미지라고 평가했다. 가정폭력 피해자를 지원하는 자선단체 글래스고 위민스 에이드는 이 커버를 “퇴행적이며, 남성의 시선과 여성혐오적 고정관념을 조장하는” 동시에 “폭력성과 통제의 요소가 담겨 있다”고 비판했다. 《아이 페이퍼》의 쿠바 샨드-밥티스트는 “최선의 경우에도 카펜터의 커버는 잘못된 풍자의 예시”라며 “여성이 열등하다고 믿는 사람들에게 성적 흥분을 주는 것”이라고 썼다. 《가디언》의 아르와 마다위는 이 커버가 “섬세하거나 성적 긍정도 아니며, 단지 남성의 시선에 영합하는 소프트 포르노”라고 지적하며 머리카락을 잡는 콘셉트를 둔감하다고 비판했다.
반면, 이를 풍자로 보는 시각도 있었다—즉, ‘여성에 대한 여성혐오적 기대’와 그들의 성적 욕망을 뒤흔드는 방식이라는 것이다. 《가디언》의 에이드리언 호턴은 카펜터가 “명백히 마돈나 전통의 성적 도발을 위해 도발하는 작업을 하고 있으며, 클리셰와 사람들의 고지식함을 매혹적인 솔직함으로 조롱하고 있다”고 평했다. 《데이즈드》의 도미니크 시슬리는 “하드코어 포르노로 가득한 인터넷에서, 남성들이 이제 자유롭게 딥페이크를 만들고 AI 프롬프트로 온갖 끔찍한 세계를 창조할 수 있는 상황에서, 단 한 장의 이미지가 그렇게 큰 영향을 미친다고 생각하는 것은 다소 망상적”이라고 썼다. 마마미아의 제시카 클라크는 카펜터가 “대상화를 강화하는 것이 아니라 오히려 그것을 비틀고 있다”고 주장했다. 《인디펜던트》의 헬렌 코피는 커버를 비판하는 사람들은 “카펜터, 그녀의 음악, 혹은 브랜드에 대해 아무것도 모른다”고 말했다. 《보그》의 엠마 스펙터는 이번 논란을 “우울할 정도로 청교도적인 사회”의 산물이라고 했다. 《타임지》의 테일러 크럼튼 역시 카펜터가 “문제가 아니다. 문제는 우리의 오르가즘 부족”이라고 말했다. 1975년 앨범 《Playing Possum》으로 유사한 논란을 겪었던 칼리 사이먼은 이 커버를 옹호하며 “왜 이렇게 욕을 먹는지 이해할 수 없다. 순한 편이다. 그녀보다 훨씬 자극적인 커버들이 많았다”고 말했다.
카펜터는 6월 25일, 논란에 유쾌하게 대응하며 해당 앨범의 프리오더용 대체 커버 아트워크를 공개했는데, 이를 “신이 승인한” 버전이라고 농담 섞어 표현했다. 이 버전에는 정장 차림의 남성 팔을 잡고 카메라 밖을 바라보는, 공식 행사장에서 가운을 입은 그녀의 모습이 담겼다. 일부 언론은 이 커버가 1957년 촬영된 마릴린 먼로와 당시 남편 아서 밀러의 사진을 참조했다고 보았다. 7월 8일에는, 꽃으로 가득한 방에서 의자에 기대어 앨범의 머리글자 ‘M.B.F.’가 적힌 카드를 들고 있는 카펜터를 담은 두 번째 아트워크 버전이 프리오더로 공개되었다. 8월 8일에는 ‘최종’ 대체 버전이라 불린 세 번째 아트워크가 공개되었는데, 반짝이는 파란 드레스를 입은 카펜터가 저녁 식사를 주재하며 턱시도를 입은 남성 다섯 명을 ‘지휘’하는 장면이 담겼다. 이 버전과 함께 보너스 트랙 〈Such a Funny Way〉의 발매도 발표되었다.

## 홍보
〈Manchild〉는 2025년 6월 5일에 발매된 음반의 리드 싱글이다. 에이미 앨런과 잭 안토노프와 함께 공동 작곡했으며, 두 사람은 이전에 《Short n' Sweet》에서도 작업한 바 있다. 이 곡은 컨트리 영향을 받은 팝송으로, 가사에서는 유쾌한 어조로 미성숙한 남성의 행동을 비판한다. 싱글은 아일랜드, 영국, 미국 《빌보드》 핫 100에서 1위를 기록했으며, 미국에서는 카펜터의 두 번째 1위곡이 되었다. 뮤직비디오는 6월 6일에 공개되었으며, 영화 예고편의 빠른 편집에서 영감을 받았다. 비디오는 카펜터가 미국 서부를 히치하이킹하며 ‘다양한 남성 무리’(제트스키, 오토바이에 쇼핑카트를 부착한 형태, 모터가 달린 리클라이너 의자 등 기이한 이동 수단을 이용하는 이들을 포함)를 만나고, 엽기적이고 위험한 상황(산탄총을 들거나, 절벽에서 떨어지거나, 범고래를 마주하는 장면 등)에 처하는 모습을 담았다. 카펜터는 6월 6일 Primavera Sound 2025에서 처음으로 〈Manchild〉를 공연했다. 7월 23일부터 카펜터는 강아지를 안고 있는 팬들의 사진을 소셜미디어에 게재하며 트랙 제목을 공개하기 시작했다. 8월 3일 롤라팔루자 공연 말미에는 《Man's Best Friend》의 티저 영상을 공개했다.

## 곡 목록
곡 목록은 애플 뮤직에서 가져왔다.
| #   | 제목                                    | 작사·작곡                                 | 프로듀서           | 재생 시간 |
| --- | --------------------------------------- | ----------------------------------------- | ------------------ | --------- |
| 1.  | 〈Manchild〉                            | Sabrina Carpenter Amy Allen Jack Antonoff | Antonoff Carpenter | 3:33      |
| 2.  | 〈Tears〉                               |                                           |                    |           |
| 3.  | 〈My Man on Willpower〉                 |                                           |                    |           |
| 4.  | 〈Sugar Talking〉                       |                                           |                    |           |
| 5.  | 〈We Almost Broke Up Again Last Night〉 |                                           |                    |           |
| 6.  | 〈Nobody's Son〉                        |                                           |                    |           |
| 7.  | 〈Never Getting Laid〉                  |                                           |                    |           |
| 8.  | 〈When Did You Get Hot?〉               |                                           |                    |           |
| 9.  | 〈Go Go Juice〉                         |                                           |                    |           |
| 10. | 〈Don't Worry I'll Make You Worry〉     |                                           |                    |           |
| 11. | 〈House Tour〉                          |                                           |                    |           |
| 12. | 〈Goodbye〉                             |                                           |                    |           |

| #   | 제목                 | 재생 시간 |
| --- | -------------------- | --------- |
| 13. | 〈Such a Funny Way〉 |           |